# هنگ د دی‌جی
هنگ د دی‌جی (به انگلیسی: Hang the DJ)، چهارمین قسمت از فصل چهارم مجموعه آنتولوژی علمی‌تخیلی بریتانیایی آینه سیاه است. این اپیزود توسط خالق سریال آینه سیاه یعنی چارلی بروکر نوشته شده و تیم وان پاتن آن را کارگردانی کرده‌است. هنگ د دی‌جی همچون دیگر اپیزودهای فصل چهارم سریال در تاریخ ۲۹ دسامبر ۲۰۱۷ توسط نت‌فلیکس منتشر شد.
داستان این اپیزود در آینده‌ای نامشخص و جامعهٔ انسانی حبس شده در داخل یک سرزمین که اطرافش را دیوارهای بلند پوشانده رخ می‌دهد. انسان‌ها به وسیله یک دستگاه و نرم‌افزار موجود در آن که «مربی» نامیده می‌شود، با یکدیگر آشنا شده و می‌توانند مدتی را با هم زندگی کنند. مدت زمان این رابطه را نرم‌افزار بر اساس خصوصیات دو طرف تعیین می‌کند. در این میان، نرم‌افزار دو زن و مرد جوان به نام ایمی و فرانک را به هم معرفی می‌کند. علی‌رغم اشتراکات بسیاری که این دو باهم دارند، مربی فقط دوازده ساعت به آن‌ها زمان می‌دهد و بعد از این زمان، ایمی و فرانک به ناچار از هم جدا می‌شوند. پس از آنکه هرکدام سر چندین قرار عاشقانه دیگر می‌روند، متوجه می‌شوند که عاشق هم هستند و تصمیم می‌گیرند تا علیه سیتم شورش کنند.
هنگ د دی‌جی با تحسین جهانی منتقدان همراه بود و در زمینه نویسندگی و تیم بازیگری ستایش شد. برخی از صاحب‌نظران اعلام کردند که نرم‌افزار موجود در این قسمت شباهت بسیاری به برنامه‌های دوست‌یابی همچون تیندر و سیری دارد. همچنین برخی منتقدان این اپیزود را از نظر ایده داستانی، ادامه اپیزود تحسین شده سن‌یونیپرو دانستند. آنابل جونز که در نوشتن این قسمت به چارلی بروکر کمک کرده‌است در مصاحبه‌ای اعلام کرد که ایده اصلی داستان بعد از خواندن مقاله‌ای دربارهٔ شدت گرفتن دوستی‌های اینترنتی و احساس عمومی تنهایی که مردم با آن درگیر هستند به ذهن چارلی بروکر رسیده‌است.

## توضیحات
1. ↑  عنوان اپیزود برگرفته از شعر یکی از ترانه‌های معروف گروه اسمیتز تحت عنوان وحشت از آلبوم رساتر از بمب‌ها است.